# Khemissa

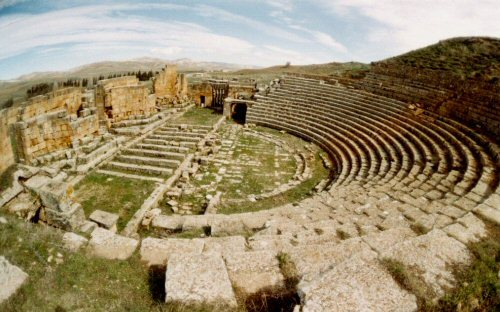
Teatro romano di Thubursicum Numidarum

Khemissa è una città dell'Algeria nella provincia di Souk Ahras nel nord est del Paese.
È nota per essere stata il centro romano di Thubursicum Numidarum, di cui si conserva l'antico teatro.